# Ontario Men’s Curling Championship
Ontario Men’s Curling Championship – prowincjonalne mistrzostwa mężczyzn Southern Ontario w curlingu, zwycięzca występuje jako reprezentacja Ontario na the Brier. Zawody rozgrywane są od 1927.
Ontario jako jedyna prowincja wystawia dwie reprezentacje na mistrzostwach kraju, drugą z nich jest zespół Northern Ontario wybierany w The Dominion Northern Ontario Men’s Curling Championship. Dodatkowo w latach 1927-1931 samodzielnie grali zawodnicy z regionu Toronto.

## Nazwa turnieju
- British Consols: 1927–1979
- Labatt Tankard: 1980–1985
- Blue Light Tankard: 1986–1996
- Nokia Cup: 1997–2003
- Ontario Men’s Curling Championship: 2004
- Kia Cup: 2005−2006
- TSC Stores Tankard: 2007–2009
- Ontario Men’s Curling Championship: 2010
- The Dominion Tankard: 2011–2013
- Travelers Tankard: 2014
- Ontario Tankard: 2015

## Format gry
Ontario Curling Association podzieliło obszar swojej jurysdykcji na 16 stref, po 4 w każdym regionie. Rywalizacja o uczestnictwo w turnieju finałowym zaczyna się już na szczeblu strefowym, w każdym z obszarów rozgrywany jest turniej z nielimitowaną liczbą drużyn, z którego do zawodów regionalnych przechodzą 2 ekipy. W turnieju regionalnym, w którym bierze udział 8 zespołów do turnieju finałowego kwalifikuje się po dwóch najlepszych.
W turnieju prowincjonalnym grają także zwycięzcy Challenge Round East i West oraz obrońca tytułu mistrza Ontario. Łącznie jest to 11 drużyn. Początkowo grają one Round Robin, po wyłonieniu 4 najlepszych zespołów faza finałowa rozgrywana jest systemem Page play-off.

## Mistrzowie Ontario
| Rok  | Miasto, klub                                  | Czwarty             | Trzeci            | Drugi            | Otwierający              | Pozycja na the Brier |
| ---- | --------------------------------------------- | ------------------- | ----------------- | ---------------- | ------------------------ | -------------------- |
| 1927 | Sarnia, Sarnia Curling Club                   | Bob MacKenzie       | Harry Watson      | Melvin Hunt      | William Watson           | 5.                   |
| 1928 | Toronto, Granite Curling Club                 | Victor McWilliams   | John Brandon      | Edward Brower    | Robert Hamilton          | 4.                   |
| 1929 | Lindsay, Stratford Curling Club               | Frank Carew         | Walter Reesor     | Richard Butler   | Frank Williams           | 6.                   |
| 1930 | Stratford, Stratford Curling Club             | H.A. Bruce          | Wesley Binkley    | M.A. Humber      | J.W. Lloyd               | 10.                  |
| 1931 | Toronto, Granite Curling Club                 | Edward Brower       | John Rennie       | John Brower      | Robert Hamilton          |                      |
| 1932 | Toronto, Granite Curling Club                 | Charles Bulley      | John Brandon      | Tom Black        | Dan DeFoe                | 4.                   |
| 1933 | Hamilton, Thistle Curling Club                | Gordon Campbell     | Don Campbell      | Gord Coates      | Duncan Campbell          |                      |
| 1934 | Hamilton, Thistle Curling Club                | Gordon Campbell     | Don Campbell      | Gord Coates      | Duncan Campbell          |                      |
| 1935 | Hamilton, Thistle Curling Club                | Gordon Campbell     | Don Campbell      | Gord Coates      | Duncan Campbell          |                      |
| 1936 | Sarnia, Sarnia Curling Club                   | Hector Cowan        | William McCart    | Alex Hayes       | Murray Chilton           | 5.                   |
| 1937 | Kitchener, Granite Curling Club               | Albert Dunker       | Irvin Huntingdon  | Arthur Lehnen    | Fred Hasenflug           | 7.                   |
| 1938 | Kitchener, Granite Curling Club               | Bert Hall           | Perry Hall        | Ernie Parkes     | Cam Seagram              | 6,                   |
| 1939 | Kitchener, Granite Curling Club               | Bert Hall           | Perry Hall        | Ernie Parkes     | Cam Seagram              |                      |
| 1940 | Kitchener, Granite Curling Club               | Bert Hall           | Perry Hall        | Ernie Parkes     | Cam Seagram              | 5.                   |
| 1941 | Kitchener, Granite Club                       | Perry Hall          | Jack Lucas        | Art Lehnan       | William Henderson Junior |                      |
| 1942 | Hamilton, Thistle Curling Club                | Gordon Campbell     | Dunc. Campbell    | Wm. Kennedy      | Rufus Stone              |                      |
| 1943 | Toronto, Granite Curling Club                 | K.F. Wadsworth      | E.H. Pooler       | C.H. Brereton    | H.M.S. Parsons           | -                    |
| 1944 | Kitchener, Granite Curling Club               | Perry Hall          | Bert Hall         | Art Lehnen       | William Henderson Junior | -                    |
| 1945 | Kitchener, Granite Club                       | Perry Hall          | Bert Hall         | Art Lehnen       | William Henderson Junior | -                    |
| 1946 | Kitchener, Granite Club                       | Perry Hall          | Bert Hall         | Art Lehnen       | William Henderson Junior | 6.                   |
| 1947 | Toronto, Toronto Curling Club                 | Nicol MacNicol      | Edmond O’Donnell  | Gordon Denison   | Adam Spencer             | 8.                   |
| 1948 | Cambridge, Galt Curling Club                  | Jack Patrick        | W. Meyer          | W. MacGregor     | A. Oliver                | 4.                   |
| 1949 | Chatham-Kent, Chatham Curling Club            | Peter Gilbert       | Gordon Gilbert    | Don Painter      | J. DeKoning              | 4.                   |
| 1950 | Kitchener, Granite Curling Club               | Carl Asmussen       | Larry Shantz      | Cully Schmidt    | Ed Schultz               | 5.                   |
| 1951 | Toronto, Granite Curling Club                 | Gordon Campbell     | Stan Jones        | Reg Mooney       | Colin Campbell           | 5.                   |
| 1952 | Peterborough, Peterborough Curling Club       | Ralph Clark         | Vic Brown         | Ken Bissett      | Burt Harrison            | 5.                   |
| 1953 | Chatham-Kent, Chatham Curling Club            | Peter Gilbert       | Gord Gilbert      | Bob Gilbert      | Jim Harrington           | 8.                   |
| 1954 | Hamilton, Thistle Curling Club                | Ross Tarlton        | Bob Cross         | Gord Wilson      | Ernie Lock               | 4.                   |
| 1955 | Toronto, Royal Canadian Curling Club          | Andy Grant          | Walter Derrett    | Earle Hushagen   | Ray Grant                |                      |
| 1956 | Toronto, Granite Curling Club                 | Alf Phillips Senior | Reg Mooney        | Stanley Jones    | Bill Leak                |                      |
| 1957 | Orillia, Orillia Curling Club                 | Stan Sarjeant       | Roy Hewitt        | Earl Lamb        | Harry Tissington         | 5.                   |
| 1958 | Unionville, Unionville Curling Club           | Murray Roberts      | Andy Grant        | Ray Grant        | George Rumney            |                      |
| 1959 | Unionville, Unionville Curling Club           | Ted Sellers         | John Grant Junior | Harold Lawrie    | Carl Sellers             | 4.                   |
| 1960 | Kingston, Kingston Curling Club               | Jake Edwards        | Bob Elliott       | Joe Corkey       | George Binnington        | 4.                   |
| 1961 | Orillia, Orillia Curling Club                 | Tom Caldwell        | Ross Coward       | Tre Behan        | Frank Milligan           | 6.                   |
| 1962 | Toronto, Tam Heather Curling Club             | Bayne Secord        | Vernon Larson     | Russell Lindberg | Dave McDonough           | 5.                   |
| 1963 | Hanover, Hanover Curling Club                 | Robert Mann         | Ken Buchan        | Keith Munro      | Richard Palmer           | 5.                   |
| 1964 | Hanover, Hanover Curling Club                 | Robert Mann         | Ken Buchan        | Keith Munro      | Richard Palmer           | 6.                   |
| 1965 | Unionville, Unionville Curling Club           | Ray Grant           | Keith Jewett      | Ray McGee        | Al Claney                | 6.                   |
| 1966 | Mississauga, Dixie Curling Club               | Joe Gurowka         | Tom Howat         | Ken Ingo         | Don Mackey               |                      |
| 1967 | Toronto, Parkway Curling Club                 | Alf Phillips Junior | John Ross         | Ron Manning      | Keith Reilly             |                      |
| 1968 | St. Thomas, St. Thomas Curling Club           | Don Gilbert         | Al Zikman         | Jim Waite        | Dick Ronald              | 5.                   |
| 1969 | London, London Curling Club                   | Ken Buchan          | Garry Weisz       | Mitch Czaja      | Ross Guest               | 11.                  |
| 1970 | Terrace Bay, Terrace Curling Club             | Paul Savage         | Tom Cushing       | Jerry Downer     | Dave Phillips            | 6.                   |
| 1971 | Toronto, Avonlea Curling Club                 | Bob Charlebois      | Rich Palmer       | Ray Lilly        | Jim McGrath              | 4.                   |
| 1972 | Ottawa, Ottawa Curling Club                   | Eldon Coombe        | Keith Forgues     | Jim Patrick      | Barry Provost            | 5.                   |
| 1973 | Scarborough, Scarboro Golf & Country Club     | Paul Savage         | Bob Thomson       | Ed Werenich      | Ron Green                |                      |
| 1974 | Scarborough, Scarboro Golf & Country Club     | Paul Savage         | Bob Thomson       | Ed Werenich      | Ron Green                | 4.                   |
| 1975 | Kingston, Cataraqui Golf & Curling Club       | Alex Scott          | Ted Brown         | Mike Boyd        | Tom Miller               | 6.                   |
| 1976 | Mississauga, Dixie Curling Club               | Joe Gurowka         | Bob Charlebois    | Ray Lilly        | Jim McGrath              | 10.                  |
| 1977 | Toronto, Avonlea Curling Club                 | Paul Savage         | Ed Werenich       | Ron Green        | Reid Ferguson            |                      |
| 1978 | London, London Curling Club                   | Gerry Hodson        | Barry Paterson    | Glen Webster     | Ross Guest               | 10.                  |
| 1979 | Toronto, Annandale Country Club               | Bob Fedosa          | Bob Turcotte      | Craig Garratt    | Doug Morrison            | 5.                   |
| 1980 | Penetanguishene, Penetanguishene Curling Club | Russ Howard         | Larry Merkley     | Robert Ruston    | Kent Carstairs           | 7.                   |
| 1981 | Toronto, Avonlea Curling Club                 | Ed Werenich         | Bob Widdis        | Neil Harrison    | Jim McGrath              | 4.                   |
| 1982 | Forest, Forest City Curling Club              | Bruce Munro         | Bob Laidlaw       | Clive Bowden     | Bruce Paterson           | 6.                   |
| 1983 | Toronto, Avonlea Curling Club                 | Ed Werenich         | Paul Savage       | John Kawaja      | Neil Harrison            |                      |
| 1984 | Toronto, Avonlea Curling Club                 | Ed Werenich         | Paul Savage       | John Kawaja      | Neil Harrison            |                      |
| 1985 | Ottawa, RCN Curling Club                      | Earle Morris        | Lovel Lord        | Dave Merklinger  | Bill Fletcher            | 10.                  |
| 1986 | Penetanguishene, Penetanguishene Curling Club | Russ Howard         | Glenn Howard      | Tim Belcourt     | Kent Carstairs           |                      |
| 1987 | Penetanguishene, Penetanguishene Curling Club | Russ Howard         | Glenn Howard      | Tim Belcourt     | Kent Carstairs           |                      |
| 1988 | Toronto, Avonlea Curling Club                 | Paul Savage         | Ed Werenich       | Graeme McCarrel  | Neil Harrison            |                      |
| 1989 | Penetanguishene, Penetanguishene Curling Club | Russ Howard         | Glenn Howard      | Tim Belcourt     | Kent Carstairs           |                      |
| 1990 | Toronto, Avonlea Curling Club                 | Ed Werenich         | John Kawaja       | Ian Tetley       | Pat Perroud              |                      |
| 1991 | Penetanguishene, Penetanguishene Curling Club | Russ Howard         | Glenn Howard      | Wayne Middaugh   | Peter Corner             | 7.                   |
| 1992 | Penetanguishene, Penetanguishene Curling Club | Russ Howard         | Glenn Howard      | Wayne Middaugh   | Peter Corner             |                      |
| 1993 | Penetanguishene, Penetanguishene Curling Club | Russ Howard         | Glenn Howard      | Wayne Middaugh   | Peter Corner             |                      |
| 1994 | Penetanguishene, Penetanguishene Curling Club | Russ Howard         | Glenn Howard      | Wayne Middaugh   | Peter Corner             |                      |
| 1995 | Toronto, Avonlea Curling Club                 | Ed Werenich         | John Kawaja       | Pat Perroud      | Neil Harrison            | 4.                   |
| 1996 | Ridgetown, Ridgetown Curling Club             | Bob Ingram          | Larry Smyth       | Rob Rumfeldt     | Jim Brackett             | 10.                  |
| 1997 | Innisfil, Churchill Curling Club              | Ed Werenich         | John Kawaja       | Pat Perroud      | Neil Harrison            | 4.                   |
| 1998 | Etobicoke, St. George’s Golf & Country Club   | Wayne Middaugh      | Graeme McCarrel   | Ian Tetley       | Scott Bailey             |                      |
| 1999 | Ottawa, Rideau Curling Club                   | Rich Moffatt        | Howard Rajala     | Chris Fulton     | Paul Madden              | 6.                   |
| 2000 | Hamilton, Glendale Golf & Country Club        | Peter Corner        | Todd Brandwood    | Drew Macklin     | Dwayne Pyper             | 5.                   |
| 2001 | Etobicoke, St. George’s Golf & Country Club   | Wayne Middaugh      | Graeme McCarrel   | Ian Tetley       | Scott Bailey             |                      |
| 2002 | Clearview, Stayner Granite Curling Club       | John Morris         | Joseph Frans      | Craig Savill     | Brent Laing              |                      |
| 2003 | Ottawa, RCMP Curling Club                     | Bryan Cochrane      | Bill Gamble       | Ian MacAulay     | John Steski              | 9.                   |
| 2004 | Oakville, Oakville Curling Club               | Mike Harris         | John Base         | Phil Loevenmark  | Trevor Wall              | 6.                   |
| 2005 | Etobicoke, St. George’s Golf & Country Club   | Wayne Middaugh      | Graeme McCarrel   | Joe Frans        | Scott Bailey             | 6.                   |
| 2006 | Coldwater, Coldwater & District Curling Club  | Glenn Howard        | Richard Hart      | Brent Laing      | Craig Savill             |                      |
| 2007 | Coldwater, Coldwater & District Curling Club  | Glenn Howard        | Richard Hart      | Brent Laing      | Craig Savill             |                      |
| 2008 | Coldwater, Coldwater & District Curling Club  | Glenn Howard        | Richard Hart      | Brent Laing      | Craig Savill             |                      |
| 2009 | Coldwater, Coldwater & District Curling Club  | Glenn Howard        | Richard Hart      | Brent Laing      | Craig Savill             |                      |
| 2010 | Coldwater, Coldwater & District Curling Club  | Glenn Howard        | Richard Hart      | Brent Laing      | Craig Savill             |                      |
| 2011 | Coldwater, Coldwater & District Curling Club  | Glenn Howard        | Richard Hart      | Brent Laing      | Craig Savill             |                      |
| 2012 | Coldwater, Coldwater & District Curling Club  | Glenn Howard        | Wayne Middaugh    | Brent Laing      | Craig Savill             |                      |
| 2013 | Coldwater, Coldwater & District Curling Club  | Glenn Howard        | Wayne Middaugh    | Brent Laing      | Craig Savill             |                      |
| 2014 | Hamilton, Glendale Golf & Country Club        | Greg Balsdon        | Mark Bice         | Tyler Morgan     | Jamie Farnell            | 8.                   |
| 2015 | Fenelon Falls, Fenelon Falls Curling Club     | Mark Kean           | Mathew Camm       | David Mathers    | Scott Howard             | 9.                   |

## Reprezentacja Ontario na the Brier i mistrzostwach świata
Zawodnicy reprezentujący Ontario 10-krotnie zdobywali tytuł mistrzów Kanady. Pierwszy raz miało to miejsce w 1935. 15 razy sięgali po srebrne medale a 10 razy po brązowe. Biorąc pod uwagę, że przez długi czas nie rozgrywano tie-breaków w korzystniejszym zestawieniu można uwzględnić 18 srebrnych i 11 brązowych medali.
W mistrzostwach świata organizowanych od 1959 curlerzy z tej prowincji brali udział 7-krotnie. W pierwszym występie w 1967 Alf Phillips Junior uplasował się na 4. miejscu, były to pierwsze mistrzostwa, w których Kanada nie zdobyła medalu. Taka sytuacja powtórzyła się później tylko pięć razy. W 6 kolejnych występach w 1983, 1987, 1990, 1993, 1998 i 2007, wszyscy zawodnicy zdobywali tytuły mistrzowskie.